# أطريفل
الأطريفل (باللاتينية: Menyanthes) جنس نباتي يتبع الفصيلة الجنطيانية. يضم نوعاً واحداً هو أطريفل الماء (باللاتينية: Menyanthes trifoliata).